# Елизабет фон Фалкенбург
Елизабет фон Фалкенбург (на немски: Elisabeth van Valkenburg; * ок. 1280/пр. 1303; † сл. 15 януари/сл. 1 септември 1335) от страничната линия на графовете на Клеве-Хайнсберг е графиня от Фалкенбург и чрез женитба графиня на предното Графство Спонхайм.

## Биография
Тя е дъщеря на граф Валрам фон Фалкенбург († 1302) и съпругата му Филипа фон Гелдерн (ок. 1257 – сл. 1294), наследничка на Сустерен и Гелеен, дъщеря на граф Ото II фон Гелдерн († 1271) и втората му съпруга Филипа дьо Дамартен († 1278/1281).
Елизабет умира сл. 1 септември 1335 г. и е погребана в новата църква в Кастелаун, построена от нейния съпруг.

## Деца
Елизабет фон Фалкенбург се омъжва пр. ноември 1293 г. за граф Симон II фон Спонхайм-Кройцнах († 1336/1337), син на граф Йохан I фон Спонхайм-Кройцнах († 1290) и Аделхайд фон Лайнинген-Ландек († 1296/1301). Симон построява замък в Кастелаун, където е резиденцията им, и нова църква. Te имат децата:
- Валрам († 1380), граф на Спонхайм, ∞ 9 август 1330 г. за Елизабет фон Катценелнбоген († 1383)
- Симон († сл. 13 юли 1321)
- Йохан II (* 1311; † сл. 11 юни 1362), граф на Спонхайм, домхер в Кьолн (1320 – 1362), в Трир (1330), катедрален кантор в Майнц (1330 – 1342)
- Райнхард († 30 март 1352, убит), канон в Кьолн (1336 – 1352), приор на Св. Мариенгарден в Майнц, катедрален приор в Майнц (1343 – 1350), катедрален приор в Майнц (1343 – 1350)
- Имагина († сл. 21 декември 1352), ∞ пр. 13 април 1332 г. за граф Филип фон Золмс († 1364/1365)
- Маргарета († 1356/1357), ∞ пр. 3 август 1331 г. вилдграф Йохан фон Даун-Грумбах († 1349/1350)
- Анна († ок. 1330), ∞ ок. 1320 г. за граф Йохан III фон Катценелнбоген († 1357)
- Елизабет (Елизе) († 1349), ∞ I. на 20 юни 1331 г. в Ротенбург за швабския граф Рудолф I фон Хоенберг († 1336), ∞ II. на 15 октомври 1340 г. в Бургспонхайм за ландграф Лудвиг фон Хесен († 1345)
- Агнес († сл. 1367), ∞ на 15 януари 1330 г. за граф Хайнрих II фон Велденц († 1378)